# Børning
Børning é um filme norueguesa de ação e comédia produzido pela Filmkameratene.

## Elenco
- Anders Baasmo Christiansen
- Ida Husøy
- Trond Halbo
- Jenny Skavlan
- Otto Jespersen
- Sven Nordin
- Camilla Frey
- Marie Blokhus
- Zahid Ali
- Henrik Mestad
- Steinar Sagen
- Oskar Sandven Lundevold